# Тбилисский государственный университет
Тбили́сский государственный университет имени Иванэ Джавахишви́ли (груз. თბილისის ივანე ჯავახიშვილის სახელობის სახელმწიფო უნივერსიტეტი, ТГУ) — старейшее и крупнейшее высшее учебное заведение Грузии, центр науки и культуры. Основан в феврале 1918 года.

## Предыстория
В 1917 году было учреждено Общество по основанию Грузинского национального университета. Главным инициатором создания Грузинского национального университета считается историк Иванэ Джавахишвили, среди основателей были востоковед Георгий Ахвледиани, историк Шалва Нуцубидзе, психолог Дмитрий Узнадзе, лингвист Акакий Шанидзе. Попытки открыть университет в 1917 году при Временном правительстве России успеха не имели, делегация в составе Ш. И. Нуцубидзе, З. Авалишвили, Н. Геловани (вдовы В. Геловани) была учтиво принята А. Ф. Керенским, пообещавшим «прислать в Тифлис соответствующее разрешение», однако затем телеграфировавшего правлению Тифлисских высших женских курсов предложение немедленно реорганизоваться в Закавказский университет.

## История

### Грузинская демократическая республика
Открыт 26 января (8 февраля) 1918 года, ровно через 99 лет после открытия Петербургского университета и на день памяти Святого грузинского царя Давида Строителя (1073—1125). 30 января (12 февраля) 1918 года И. Джавахишвили была прочитана первая лекция «Личность и её роль в древнегрузинской историко-философской литературе и жизни».

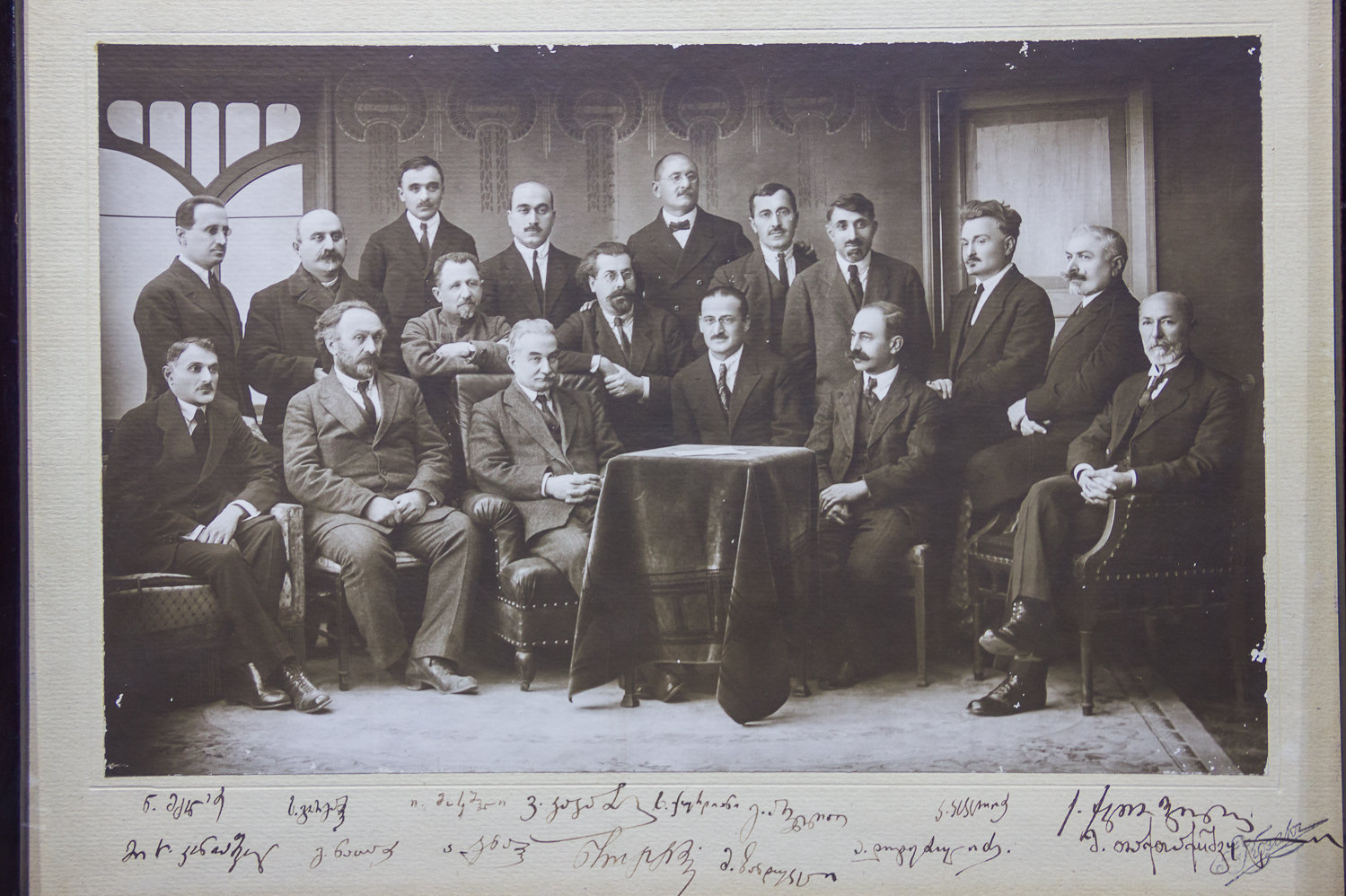
1918. Группа профессоров — основателей Тбилисского университета. В первом ряду третий слева — Иванэ Джавахишвили

Университет был открыт с одним факультетом — философским. Вступительных экзаменов не было, принимались лица обоего пола (первой абитуриенткой стала Медея Гамбашидзе), без национальных и религиозных ограничений, предполагалось наличие среднего образования. Удалось набрать около 360 студентов. Первым ректором был избран химик Пётр Меликишвили (номинировавшийся также на этот пост И. Джавахишвили взял самоотвод, ибо считал Меликишвили более крупным, чем он сам, учёным), в штате состояло 17 преподавателей (7 профессоров, 5 заместителей, 2 научных руководителя, 3 лектора). К преподаванию были привлечены профессора И. Кипшидзе (филология), А. Бенашвили (геодезия и астрономия), К. Кекелидзе (богословие), Д. Узнадзе (философия), Ф. Гогичаишвили (философия). Из Москвы был приглашён доцент А. Размадзе (математика), из Петрограда — доцент С. Авалиани (история), кроме них заместителями стали Ш. Нуцубидзе (история), Г. Ахвледиани (языкознание), А. Шанидзе (филология), научными руководителями — Е. Такайшвили (археология), Ю. Абуладзе (персидский язык), европейские языки преподавали Е. Орбелиани (французский), В. Гамбашидзе (английский), И. Кипшидзе (немецкий), предполагалось привлечь к преподаванию жившего в Грузии немецкого писателя Артура Лейста. В учебный план входило преподавание философии, психологии, языкознания, словесности, истории и экономики, логики, иностранного языка. Университетская библиотека собиралась из частных пожертвований, удалось заполучить много уникальных книг, в частности, благодаря А. Бенашвили — библиотеку Кавказского военного округа.
Под университет было занято здание бывшей дворянской гимназии на Цхнетской улице (1906, архитектор С. Клдиашвили), изначально строившееся с мечтой открыть здесь национальный университет. Главным источником существования университета в те годы была плата за обучение (100 рублей в год).
3 сентября 1918 года университет получил государственный статус.
Уже осенью 1918 года удалось организовать факультет математических и естественных наук под руководством А. Размадзе. В организованном затем медицинском факультете большую роль сыграл А. Н. Натишвили, кафедру физиологии возглавил И. С. Бериташвили. На кафедру минералогии из Новочеркасска был приглашён А. А. Твалчрелидзе, на кафедру истории — М. А. Полиевктов.
В марте 1919 года кафедру теоретической механики возглавил Н. И. Мусхелешвили, в будущем — выдающийся математик и механик, академик АН СССР.
Первая защита докторской диссертации в университете прошла 9 мая 1920 года, соискателем степени по языкознанию выступил А. Шанидзе.

### Советский период

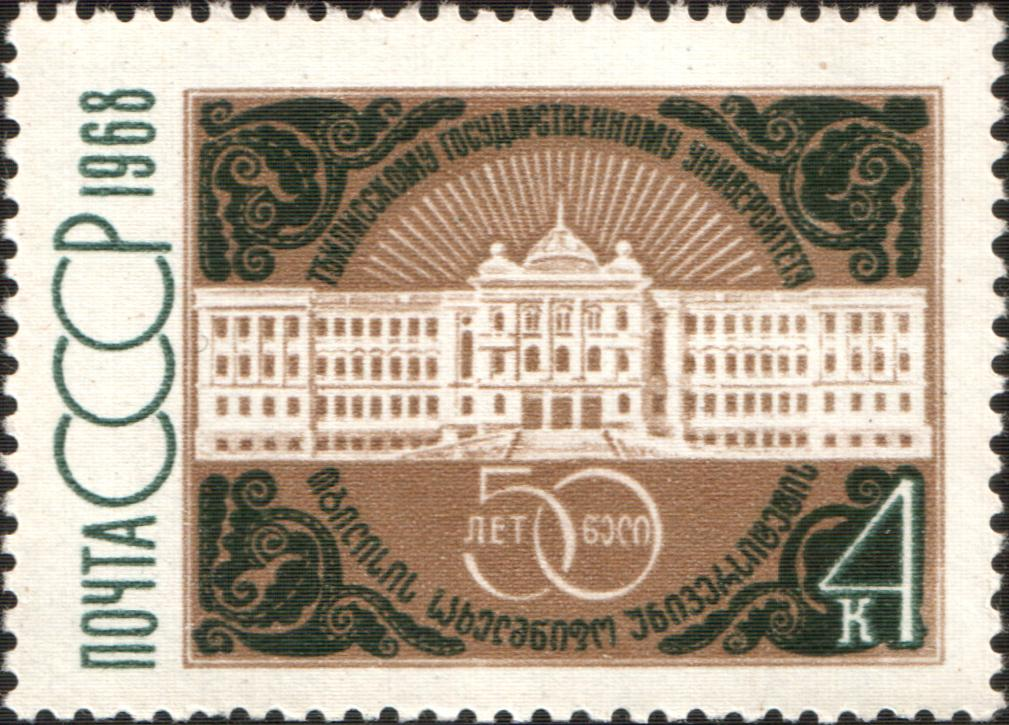
Марка СССР: Здание Тбилисского университета (архитектор Симон Григорьевич Клдиашвили) и национальный орнамент. Серия: 50-летие Тбилисского государственного университета (основан 8/II 1918)

С установлением Советской власти университет получил новое развитие, был создан агрономический факультет, декан — профессор П. Еликишвили. 16 января 1922 года был открыт политехнический факультет, декан — профессор А. Дидебулидзе, на факультете было три отделения — строительное, механическое и горнорудное, ввиду большого числа абитуриентов на факультете впервые в университете были введены вступительные экзамены. 16 июня 1922 года был организован социально-экономический факультет, декан — Ш. Нуцубидзе. Философский и естественно-научный сочли целесообразным объединить в педагогический факультет, декан — К. Кекелидзе. Были организованы четырёхгодичные подготовительные к поступлению в университет курсы (рабфак).
В 1922 году состоялся первый выпуск — 28 человек (из них 3 женщины) — 15 историков, 6 философов, 3 литератора, 2 языковеда, 1 экономист, среди первых выпускников — Б. Агапов, С. Джанашия, Т. Ломоури, А. Чикобава, В. Топурия, К. Бакрадзе, Ир. Сургуладзе, Г. Джакобия, Ш. Амиранашвили.
В 1923 году открылось химико-фармацевтическое отделение, руководитель — профессор И. Кутателадзе. Был создан университетский музей древностей, в 1924 году открылся нумизматический кабинет (заведующий — Т. Ломоури). После августовского восстания 1924 года в университете была проведена чистка преподавательского состава от антисоветских элементов.
С 1925 года в университете ввели систематическое и всеобщее обучение марксистско-ленинской философии. С 1930-х до начала 1960-х годов университет носил имя Сталина.
В июне 1928 года с лекциями университет посетил известный учёный-физик Поль Ланжевен.
1 октября 1928 года политехнический факультет университета был преобразован в Грузинский государственный политехнический институт, в 1930 году на базе агрономического факультета создан Грузинский государственный сельскохозяйственный институт, медицинского — Тбилисский медицинский институт, педагогического — Педагогический (переведённый в Кутаиси), на два самостоятельных института был разделён социально-экономический факультет — финансово-кооперативный и советского строительства и права. Однако университет пережил кризис высшего образования и показал жизненность университетской формы обучения. В 1933 году была восстановлена факультетская структура, в университете были открыты факультеты: физико-математический (декан — Н. И. Мусхелешвили), естественных наук, историко-литературный (декан — С. Хундадзе), экономический (декан — А. Брегадзе), советского строительства и права (декан — И. Сургуладзе), рабочий.
В 1937 году по проекту архитектора М. Шавишвили был построен корпус физико-химического факультета.
В 1940 году воссоздан философский факультет (декан — К. Бакрадзе), а физкультурный факультет (декан — Г. Мгебришвили) преобразован в Грузинский институт физической культуры. В 1941 году по количеству студентов (9581 человек) Тбилисский университет вышел на первое место в СССР.
24 апреля 1945 года профессором на кафедру истории Грузии поступил вернувшийся в страну Э. Такаишвили. В 1948 году был открыт физико-технический факультет (декан — В. Мамасахлисов), в 1951 году на его базе был создан физический факультет, в состав которого вошло физическое отделение физико-математического факультета, а его математическое отделение было преобразовано в механико-математический факультет. В 1964 году открыт факультет кибернетики.
В 1949—1956 годах военную кафедру университета возглавлял генерал-майор Павел Абрамидзе.[значимость факта?]

### Современная Грузия
При ректоре Р. Метревели (с 1991, переизбран ректором сотрудниками в 1992 году) университет вернул себе автономию, утраченную в 1926 году.
С 2006 по 2010 год ректором университета был Георгий Хубуа. 27 декабря 2010 года ректором университета стал Александр Квиташвили.
В 2016 году в университете сложилась напряженная ситуация. Студенты непрерывно проводили акции протеста с требованием реформировать систему высшего образования и «очистить» вуз от спецслужб. Первая волна протеста в ТГУ повлекла за собой отставку ректора Владимира Папавы.
ТГУ имеет 7 факультетов — юридический, экономический, гуманитарный, медицинский, социальных и политических наук, точных наук и наук о природе. В состав университета также входят 5 филиалов в различных регионах Грузии, НИИ прикладной математики, Республиканский центр интенсивного изучения языков, Информационно-вычислительный центр, НИИ физики высоких энергий, 7 музеев, оранжерея, издательство (выпускающее газету «Тбилисский университет»), библиотека (около 4 млн книг и газет), физико-географический стационар в с. Марткопи, Рачинская научно-опытная база, учебно-опытная база кафедры генетики, Пицундская археологическая экспедиция, Душетско-Марткопская учебно-научная лаборатория изучения магнитных свойств. В Университете обучается около 35 тыс. студентов. Сотрудников около 5 тыс.
С 1989 года имелся Сухумский филиал, с 2007 года ставший самостоятельным вузом.
ТГУ имеет тесные научные и образовательные связи со многими странами, такими как Великобритания, Германия, Иран, Испания, Польша, Россия, США, Турция, Украина, Франция, Швеция, Швейцария.[значимость факта?]

## Ректоры
1. Пётр Меликишвили (с января 1918 по декабрь 1919)
2. Иван Джавахишвили (с декабря 1919 по июнь 1926)
3. Тевдоре Глонти (с сентября 1926 по сентябрь 1928)
4. Малакия Торошелидзе (с сентября 1928 по сентябрь 1930)
5. Иване Вашакмадзе (с января 1930 по сентябрь 1931)
6. Александр Еркомайшвили (с октября 1931 по декабрь 1932)
7. Леван Агниашвили (с апреля 1933 по июнь 1935)
8. Карло Орагвелидзе (с июня 1935 по июнь 1937)
9. Георгий Кикнадзе (с июля 1937 по сентябрь 1938)
10. Давид Кипшидзе (с октября 1938 по февраль 1942)
11. Александр Джанелидзе (с февраля 1942 по июль 1945)
12. Николоз Кецховели (с июля 1945 по июнь 1953)
13. Илья Векуа (с июля 1953 по сентябрь 1953 и с апреля 1966 по апрель 1972)
14. Ермил Бурчуладзе (с сентября 1953 по сентябрь 1954)
15. Виктор Купрадзе (с сентября 1954 по март 1958)
16. Георгий Дзоценидзе (с апреля 1958 по март 1959)
17. Евгений Харадзе (с марта 1959 по март 1966)
18. Давид Чхиквишвили (с мая 1972 по февраль 1980)
19. Важа Окуджава (с марта 1980 по сентябрь 1985)
20. Нодар Амаглобели (с сентября 1985 по август 1991)
21. Тамаз Гамкрелидзе (с августа 1991 по сентябрь 1991)
22. Отар Джапаридзе (с сентября 1991 по октябрь 1991)
23. Роин Метревели (с октября 1991 по октябрь 2004)
24. Русудан Лордкипанидзе (с декабря 2004 по апрель 2006)
25. Георгий Хубуа (с апреля 2006 по август 2010)
26. Александр Квиташвили (с августа 2010 по июль 2013)
27. Владимир Папава (с июля 2013 по март 2016)
28. Дареджан Твалтвадзе (и. о. ректора, с апреля 2016 по сентябрь 2016)
29. Георгий Шервашидзе (сентябрь 2016 — октябрь 2022)
30. Джаба Самушиа (и. о. ректора, октябрь 2022 — декабрь 2022; ректор — декабрь 2022 — н. в.)

## Известные выпускники
Гоча Лордкипанидзе (окончил юридический факультет в 1991 году) — судья Международного уголовного суда.
Бегиашвили, Вахтанг Сосланович — депутат парламента Грузии, первого созыва.

## Галерея памятников выдающимся деятелям ТГУ

Илья Чавчавадзе
Эквтиме Такаишвили
Акакий Шанидзе
Акакий Церетели
Иван Джавахишвили
Георгий Ахвледиани
Дмитрий Узнадзе
Иван Бериташвили
Пётр Меликишвили